# 風呂塔
風呂塔（ふろんと）は、徳島県三好市と三好郡東みよし町にまたがる祖谷山系に属する標高1401.6mの山である。

## 地理
銅を作るのに使ったふいごのふろからと、その銅の滓が塔のように積まれていたからというのが山名由来らしい。呼び方も、「ふろのとう」「ふろんとう」との説もある。
県道44号線を南下し桟敷峠から林道に入り、風呂塔キャンプ場から遊歩道を30分も歩けば山頂になる。